# Gnosticism
Gnosticismul (din grecescul γνῶσις, gnōsis, cunoaștere, sau în sanscrită gnana) se referă la diverse mișcări de idei de spiritualitate sincretice, constând în variate sisteme de credințe, generalizat unite în învățătura că oamenii sunt suflete divine închise într-o lume materială, creată de un Dumnezeu imperfect, Demiurgul, care este frecvent identificat cu Dumnezeul lui Avraam.
Gnosticism înseamnă „În sensul cel mai larg al termenului, acesta este orice învățătură spirituală care spune că cunoașterea spirituală (greacă: gnosis) sau înțelepciunea (sophia) mai degrabă decât credința doctrinară (pistis) sau decât o practică rituală este calea principală către realizarea spirituală supremă.”

## Generalități
Demiurgul poate fi descris ca o încorporare a răului sau, în alte instanțe, la fel de imperfect și binevoitor atât cât insuficiența lui îi permite. Acest Demiurg există alături de altă Ființă Supremă îndepărtată și incognoscibilă ce încorporează binele. Pentru a se elibera de lumea inferioară materială, este nevoie de gnostic, sau cunoaștere ezoterică spirituală disponibilă prin experiență directă sau cunoaștere (gnostic) a acestui incognoscibil Dumnezeu. Printre sectele gnosticismului, totuși, numai pneumatici sau spiritualii obțin gnoză, materialiștii, deși oameni, sunt condamnați. Iisus din Nazaret este identificat de unele secte gnostice ca o încorporare a Ființei Supreme ce s-a încarnat pentru a aduce cunoașterea pe pământ. În altele (de ex. Nazarinenii și Mandeenii) el este considerat un “mšiha kdaba” (Messia fals) ce a distorsionat învățăturile încredințate de Ioan Botezătorul.
Pe când înainte gnosticismul era considerat majoritar o corupție a creștinismului, acum este clar că urme ale sistemelor gnostice pot fi distinse câteva secole înainte de Era Creștină. Gnosticismul a fost interzis încă din primul secol, astfel l-a precedat pe Iisus Hristos. Alături de gnosticismul mediteranean și al Orientului Mijlociu înainte și după secolele al doilea și al treilea, gnosticismul devenea o erezie dualistică credinței iudaice (vezi Nazarinenii), creștinismului și filozofiei elene în zonele controlate de Imperiul Roman, goții arianiști și Imperiul Persan. Conversia la islam și Cruciada Albigensiană (1209-1229) a redus drastic numărul gnosticilor din toată perioada Evului Mediu, deși câteva comunități izolate continuă să existe până în prezent. Ideile gnostice deveneau influente în filozofiile unor variate mișcări ezoterice și mistice spre sfârșitul secolelor 19 și 20 în Europa și America de Nord, incluzând pe unele care în mod explicit se identifică ca o renaștere sau chiar continuări ale grupurilor gnostice timpurii.
Conform lui Elaine Pagels, gnosticii creștini se numeau pe ei înșiși creștini, fiind denumiți „gnostici” de către dușmanii lor.
La începutul secolului XX, consensul era că gnosticismul s-a reîntors, dar nu era niciun consens cu privire la definiția acestui termen.

## Natura și structura gnosticismului

### Trăsăturile principale ale gnosticismului
Sistemele gnostice sunt de obicei centrate pe:
1. Noțiunea de o Divinitate monadică, îndepărtată și supremă - aceasta este cunoscută cu o varietate de denumiri, inclusiv ‚Pleroma’ și ‚Bythos’ (Greacă „adânc”);
2. Introducerea emanațiilor de alte entități divine, ce sunt oricum identificate ca aspecte ale lui Dumnezeu de unde provin; Emanațiile progresive sunt deseori concepute metaforic ca o distanțare graduală și progresivă de Ultima Sursă, ce aduc o instabilitate în „țesătura” Naturii divine;
3. Identificarea următoare cu căderea omului ce apare ca fiind ultimele fundații interioare ale Divinității însuși, decât ca un caz parțial sau complet al factorului uman; această etapă în emanația divină este de obicei promulgată prin recurența figurii Gnostice „Sophia” (Greacă Înțelepciune), a cărei prezență într-o mare varietate de texte Gnostice indică importanța sa centrală;
4. Introducerea unui Dumnezeu Creator distinct, numit demiurgos în tradiția Platonistă. Există dovezi despre concepția Demiurgului din schițele Timaios și Republica lui Plato. În prima, Demiurgul este un creator binevoitor al Universului din materia pre-existentă, în limitările căreia este înrobit în crearea cosmosului; în cea de-a doua, descrierea psihicului în modelul lui Socrate poartă o puternică asemănare cu descrierea Demiurgului ca fiind în forma unui leu. În alte părți, această figură este numită „Ialdabaoth”, „Samael” (Limba aramaică sæmʕa-ʔel, `zeu orb') sau „Saklas” (Syriac sækla, 'cel prost'), ce uneori îl ignoră pe superiorul Dumnezeu, și alteori i se opune; astfel în ultimele cazuri are o corespondență malefică. Demiurgul creează un grup de co-actori numiți „arconi”, ce oficiază asupra lumii materiale, și în unele cazuri fiind obstacole ale sufletului ce caută ascensiunea de ei;
5. Estimarea că Lumea, datorată Celui de Sus, ca fiind defectă sau o producție cu „erori” dar oricum nu atât de bună pe cât permite constituentul său material. Această lume este tipic un simulacru inferior a unui înalt nivel de realitate sau conștiință. Inferioritatea poate fi comparată cu inferioritatea tehnică a unei picturi, sculpturi, sau alte artizanate ce sunt reprezentări ale unor originale. În alte cazuri mai este percepută ca fiind rea și contractată, o închisoare intenționată pentru locuitorii săi;
6. Explicarea acestei stări, prin utilizarea unei drame cosmologice-mitologice complexe în care un element divin „cade” în lumea materială și se stabilește printre anumite ființe umane; de aici se poate întoarce înapoi în tărâmul divin printr-un proces de „Trezire” (ce duce spre salvare). Salvarea individului astfel oglindește o refacere concomitentă a naturii divine; o inovație gnostică centrală era aceea de a ridica pocăirea individului la nivelul de eveniment cosmic semnificativ;
7. Cunoaștere de un anumit tip și fel ca un factor central în procesul de refacere, obținut prin intermediul unei figuri salvatoare (Hristos, sau în alte cazuri, Seth sau Sophia)

Modelul se auto-limitează la descrierea caracteristicilor școlii de gnosticism sirio-egiptene. Aceasta este din motivul ca cea mai mare expresie a școlii gnostice persane – maniheism și mandeism – sunt tipic înțelese ca tradiții religioase pe deplin drept; într-adevăr, folosirea caracteristică a „gnosticismului” este aceea de a se referi numai la școlile sirio-egiptene, în timp de „maniheismul” descrie mișcările școlii persane.
Relația între gnosticism și creștinism în timpul primului și celui de-al doilea secol este vitală pentru a se înțelege mai profund doctrinele principale ale gnosticismului, datorită principal faptului că, anterior descoperirii Bibliotecii de la Nag Hammadi, ce este discutată mai jos, majoritar ceea ce știm astăzi despre gnosticism a fost păstrat doar în învățăturile părinților Bisericii timpurii. Era gnosticilor era foarte diversificată religios, și datorită ne-centralizării unei autorități bisericești, sincretismul cu sisteme de credință pre-existente cât și noile religii erau deseori îmbrățișate. Peste toate, ideea centrală a gnosticismului (o cunoaștere superioară și independentă de credință) a făcut o bine-venire multora ce erau parțial convertiți de la păgânism la creștinism. Potrivit gnosticilor, credința era pentru cei mulți, iar cunoașterea pentru puțini.
Irenaeus declară ((Adversus Haereses, II, 27, 1. PG, VI, 802) gnosticismul ca totul fiind subiectul capriciilor individului, și face orice regulă fixă a credinței imposibilă. Așa cum Clement a spus (Stromata., II, 3, pp. 443–4), Gnosticismul fiind fără credință, avea darul sacralității). Gnosticii susțineau că împărtășesc o cunoaștere „mai mare și mai profundă” (Iren. I, 31, 2) decât cea a doctrinelor Creștine. Această cunoaștere, pentru cei care o meritau, reprezenta mijlocul pentru izbăvire; într-adevăr, în majoritatea sistemelor gnostice, era unicul și suficientul pașaport pentru fericirea perfectă. Dar păstra o asemănare cu creștinismul, pentru că aproape în toate sistemele gnostice Hristos ocupa un loc central. Fără elementul său creștin, nu avea de ce să intre în așa conflict apropriat cu Biserica; fără îmbrăcămintea sa mitologică, și-ar fi pierdut mult din popularitate.
Această concepție a gnosticismului a ajuns în timpurile noastre să fie contestată. În ciuda acestor lucruri, înțelegerea prezentată mai sus rămâne cea mai obișnuită și este utilă în ajutarea discuțiilor pline de sens asupra fenomenului ce compune gnosticismul.

### Dualismul și monismul
În general, sistemele Gnostice sunt superficial descrise ca fiind „dualiste” în esența lor, însemnând ca aveau perspectiva asupra lumii constând sau ce poate fi explicată ca două entități fundamentale. Hans Jonas scrie: „Trăsătura principală a gândirii gnostice este dualismul radical ce guvernează relația lui Dumnezeu cu lumea, și corespunzător aceea a omului cu lumea” În această definiție, parcurg gama de la sisteme „extreme” sau „dualist radicale” maniheiste, la mișcări gnostice clasice „slabe” sau „dualist atenuate”; dezvoltările valentiniene abordează o formă de monism, exprimată în termeni folosiți anterior într-o manieră dualistă.
1. Dualismul radical – sau dualismul absolut ce situează două forțe divine co-egale. Maniheismul concepe două tărâmuri anterior coexistente de lumină și întuneric ce devin încurcate în conflict, datorat acțiunilor haotice ale întunericului. Ulterior, anumite elemente ale Luminii devin captive în Întuneric; Scopul Creației materiale este acela de a decreta procesul lent de extracție ale acestor elemente individuale, la sfârșitul căreia Împărăția Luminii va triumfa asupra Întunericului. Maniheismul mai de grabă moștenește această mitologie dualistă din zoroastrism, în care Spiritul etern Ahura Mazda este opus antagonicul lui, Angra Maynu; cei doi sunt angajați într-o luptă cosmică, din care într-un final cu siguranță triumfător va fi Ahura Mazda. Mitul Creației mandeene stă martor la progresivele emanații ale Ființei Supreme de Lumină, cu fiecare emanație aducând progresiv mai multă corupție rezultând cu apariția inevitabilă a lui Ptahil, Zeul Întunericului ce a avut participare în Creație, astfel conducând lumea materială.

În adiție, gândirea gnostică generală (în special identificabil în sectele Iraniene; spre exemplu, vezi „Imnul Perlei”) uzual includea credința că lumii materiale îi corespunde o intoxicare răuvoitoare adusă de puterile întunericului pentru a păstra elementele de lumină în ea, sau literal a o păstra „oarbă” (în întuneric), sau ignorantă; într-o stare de distracție amețitoare.
1. Dualismul atenuat – în care unul din cele două principii este într-un fel inferior celuilalt. Aceste mișcări gnostice clasice, cum sunt Sethianii, concep lumea materială ca fiind creată de o mai mică divinitate decât adevăratul Dumnezeu, cel din urmă fiind obiectul devotamentului lor. Lumea spirituală este concepută a fi radical diferită de lumea materială, coexistând cu adevăratul Dumnezeu, și adevăratul cămin al unor membrii iluminați ai omenirii; astfel, aceste sisteme aveau exprimarea unui sentiment de alienare acută în lumea largă, și scopul lor rezultant era acela de a permite sufletului, evadarea din constrângerile prezentate de lumea fizică.
2. Monismul restrâns – unde a problema divinității sau semi-divinității celei de-a doua entități este discutabilă. Elemente ale versiunilor Valentineane ale miturilor gnostice sugerează într-un fel că înțelegerea universului ar fi fost una monistă decât una dualistă: „Gnosticismul Valentinian […] în esență diferă de dualism” (Elaine Pagels, Evanghelia Gnostică, 1978); „Un element standard în interpretarea Valentineanismului și formelor similare de Gnosticism îl reprezintă recunoașterea că ele sunt fundamental moniste” William Schoedel, William Schoedel, 'Gnostic Monism and the Gospel of Truth' în The Rediscovery of Gnosticism, Vol.1: The School of Valentinus, editată de Bentley Layton, E.J.Brill, Leiden, 1980). În aceste mituri, răutatea Demiurgului este îmblânzită; creația sa a unei lumi imperfecte nu este din lipsuri morale, ci din onesta sa ignorare a lumii spirituale superioare Lui. Astfel, Velentinieni au mai multe motive să trateze realitatea fizică cu mai puțin dispreț decât ar face-o un Gnostic Sethian.

Poate din acest motiv, Valentinus concepe materialismul, decât să fie o substanță diferită de divin, ca un atribut al unei erori de percepție. Astfel concluzionăm asupra concepției valentiniene asupra Universului ca fiind poate de natură fundamental monistă, în care toate lucrurile sunt aspecte ale Divinului; vederea noastră obișnuită este limitată la lumea materială datorată erorilor percepției, ce devin simbolizate mitopoetologic în actul creației Demiurgului.

### Practica rituală și morală
Problematica moralității gnostice poate fi rezolvată doar prin citirea pretențiilor contemporanilor. Numeroși scriitori creștini acuzau pe unii învățători gnostici că în timp ce pretindeau ocolirea realității fizice, în același timp își tolerau cu libertate poftele trupești; totuși există motiv de îndoială privind acuratețea acestor zvonuri.
Dovezile din textele sursă indică un comportament moral gnostic ca fiind la bază în general ascetic, exprimat fluent în practicile sexuale și dietare. Mulți călugări aveau să se desărcineze de mâncare, apă sau nevoile necesare de trai. Aceasta a prezentat o problemă pentru ereziologii mișcărilor gnostice; acest mod de comportament era unul pe care ei înșiși îl preferau și suportau, astfel că părinții Bisericii, probabil o scuză modernă gnostică, erau obligați să sprijine practicile oponenților lor teologici. Pentru a evita aceasta, o abordare ereziologică comună era aceea de a evita subiectul complet și a se limita la afirmații defăimătoare (și în unele cazuri excesive) de libertinism (vezi Cainiți), sau a explica ascetismul gnostic ca fiind bazat pe interpretări incorecte ale scripturilor, sau, simplu, fiind de fapt fățarnic. Epifanie oferă un exemplu când scrie despre Arconici „Unii dintre ei își ruinează corpurile prin risipire, în timp ce alții simulează posturi obositoare și înșală oamenii simpli, în timp ce sunt mândri de o formă de abstinență, sub deghizarea călugăriei” (Panarion, 40.1.4).
Atitudinile ascetice provenite din separarea suflet corp a influențat teologia creștină în abordarea statului sexualității.

## Prezentare generală
Unul din punctele centrale ale gnosticismului este problema răului: de ce există răul în Univers, dacă Dumnezeu este binele absolut? Răspunsul l-au căutat prin presupunerea că este necesară înlăturarea confuziei dintre autorul lucrurilor rele și autorul lucrurilor bune din univers. Cei doi „autori” sunt Zeul cunoscut evreilor și creștinilor (crud și răzbunător) și, respectiv, Zeul necunoscut până acum, inaccesibil, deci Străin (care nu intervine în treburile de pe pământ). Profeții Bibliei ebraice fiind inspirați de un Dumnezeu care anunța exclusiv catastrofe, deci Gnosticii căutau pe Dumnezeul absolut, inefabil, inaccesibil, pe acel „Străin” din vârful ierarhiei tuturor dumnezeilor oricărei religii existente și preconizau
existența așadar a unei ierarhie cerești ce include toate ființele spirituale și toate identitățile divine, toți „Dumnezeii” în care cred reprezentanții religiilor existente. Structura acestei ierarhii era imaginată diferit de fiecare maestru sau sectă gnostică, fiind dificil de descris într-un mod sintetic.
Nu puțini au fost chiar creștinii care, fiind corupți de diverse învățături dubioase care se infiltrau agresiv în rândurile Bisericii, se angajau în căutarea unei cunoașteri (gnôsis) aparent perfecte, care să depășească aparențele sensibile și preceptele morale elementare. Ei căutau o doctrină totală, care să explice originea și rațiunea tuturor lucrurilor, văzute și nevăzute. Mântuirea, considerau ei, este condiționată de o cunoaștere a tainelor divine prin intermediul unor semne prezente atât în Evanghelii sau Apocalipsa lui Ioan, cât și în tradiția vie, orală, transmisă de la Hristos, absentă din textele canonice datorită caracterului lor inițiatic.
Gnosticii se considerau urmași și păstrători ai acestei tradiții orale și postulau că revelația este stratificată, conținând mai multe niveluri de înțelegere, în acord cu puterea intelectivă a fiecărui om. Valentin, de exemplu, considera că oamenii se împart în hylici (materialiștii sortiți pierzaniei), psihici (oameni dominați de activitate sufletească și care se vor mântui prin fapte bune), respectiv pneumatici sau gnostici (singurii capabili să ajungă la adevărata iluminare).
Sistemul doctrinar gnostic are particularități importante care-l diferențiază net de creștinism, din multe puncte de vedere. Ei aveau un sistem de gândire care rivaliza cu creștinismul, motiv pentru care ei pot fi considerați reprezentanți ai unui curent independent. Mai trebuie spus și că doctrinele gnostice se dezvoltă în același context cu platonismul mediu, apelând la surse compatibile și rivalizând adesea. Gânditorii la care creștinii se raportau cu apelativul „eretici” puteau include la fel de bine platonicieni (în sensul platonismului mediu și chiar neoplatonismului) sau gnostici, fără ca cele două curente să se confunde.
Miezul filosofiilor neoplatonice stătea pe doctrina emanației (indiferent de particularitățile acesteia, de la Plotin la Proclus, de pildă), în vreme ce gnosticii trebuie reperați prin cosmologia lor dualistă. Cu toate acestea, sistemele gnostice conțin elemente emanaționiste și chiar par uneori mai platonice decât celelalte prin ipostazierea la nivel inteligibil a unui număr aparent excesiv de entități și niveluri. Ceea ce îi apropie este și soteriologia: ambele sisteme mizau pe rolul cunoașterii (inițierii) în salvarea sufletului. Totuși, dacă neoplatonicii se legitimau explicit prin tradiția platoniciană, asumându-și o identitate elenă, gnosticii își asumau o cuprindere mai largă, considerându-se posesorii unei învățături universale, capabilă să includă toate celelalte religii.

## Reprezentanți
Cerintus, Marcion, Carpocrates, Basilides și Valentinus.
Ei au fost principalii învățători, din secolul al II-ea e.n. ai doctrinei gnostice. Explicațiile oferite de creștinism cu privire la existența răului, la natura umană, au părut nesatisfăcătoare din punctul de vedere al acestor gânditori. Ei au apelat la filosofia păgână pentru soluții mai bune, refuzând să accepte învățătura creștină. Teoria lor era aceea că Hristos ar fi avut, în afară de învățătura exoterică, împărtășită tuturor celor care-l ascultau, și o doctrină esoterică, secretă, pe care nu a comunicat-o decât discipolilor săi. Această doctrină secretă, gnôsis, este adevărata esență a ceea ce ar trebui să fie creștinismul. În fond, ei refuzau să accepte creștinismul popular, evanghelic, încercând să identifice și să urmeze această presupusă doctrină secretă.
Acest sistem este o cosmologie și o teologie în același timp, o supra-doctrină menită a unifica toate noțiunile cunoscute și a justifica gnoza. Ea este în fond un amestec de învățături recognoscibile în operele lui Platon, Philos și Plotin, conținând însă și elemente ortodox creștine. În esență, ei susțineau opoziția fundamentală între spirit și materie, precum și doctrina emanației. Dumnezeu creează „emanând” acest număr de eoni care în final se vor întoarce la El printr-o mântuire universală (aceasta este doctrina resurecției totale sau apokatastazei, susținută și de Plotin, respinsă intens de creștinism întrucât excludea responsabilitatea persoanei). 
Ca fenomen istoric, Gnosticismul a luat sfârșit în secolul al V-lea, odată cu victoria creștinismului în Imperiul Roman. În paralel se dezvoltase însă Maniheismul, care a supraviețuit mult timp, fie ca atare (în secolul al XI-lea, de exemplu, mai existau biserici maniheiste în Turkistan), fie sub forma unor reluări cum ar fi bogomilismul.